# PSR B1620-26 b
PSR B1620-26 b (bautizado de manera oficial como Matusalén), es un planeta extrasolar que fue detectado a través de los cambios Doppler que ejercía sobre las señales de radio emitidas por la pareja de púlsares PSR B1620-26.
Se formó hace 12 425 millones de años, por lo que es uno de los planetas extrasolares más antiguos conocidos hasta la fecha.
A comienzos de los años noventa, un grupo de astrónomos encabezado por Donald Backer, que estudiaban lo que pensaban era un púlsar binario, observaron que la señal sufría variaciones que les hicieron determinar la existencia de un tercer objeto. Tras medir los efectos gravitacionales de ese objeto sobre los púlsares, se logró una estimación de la masa del mismo, que era demasiado pequeña para corresponder a una estrella.
La conclusión de que el tercer objeto correspondía a un planeta fue anunciada por Stephen Thorsett y sus colaboradores en 1993.

## Origen del planeta

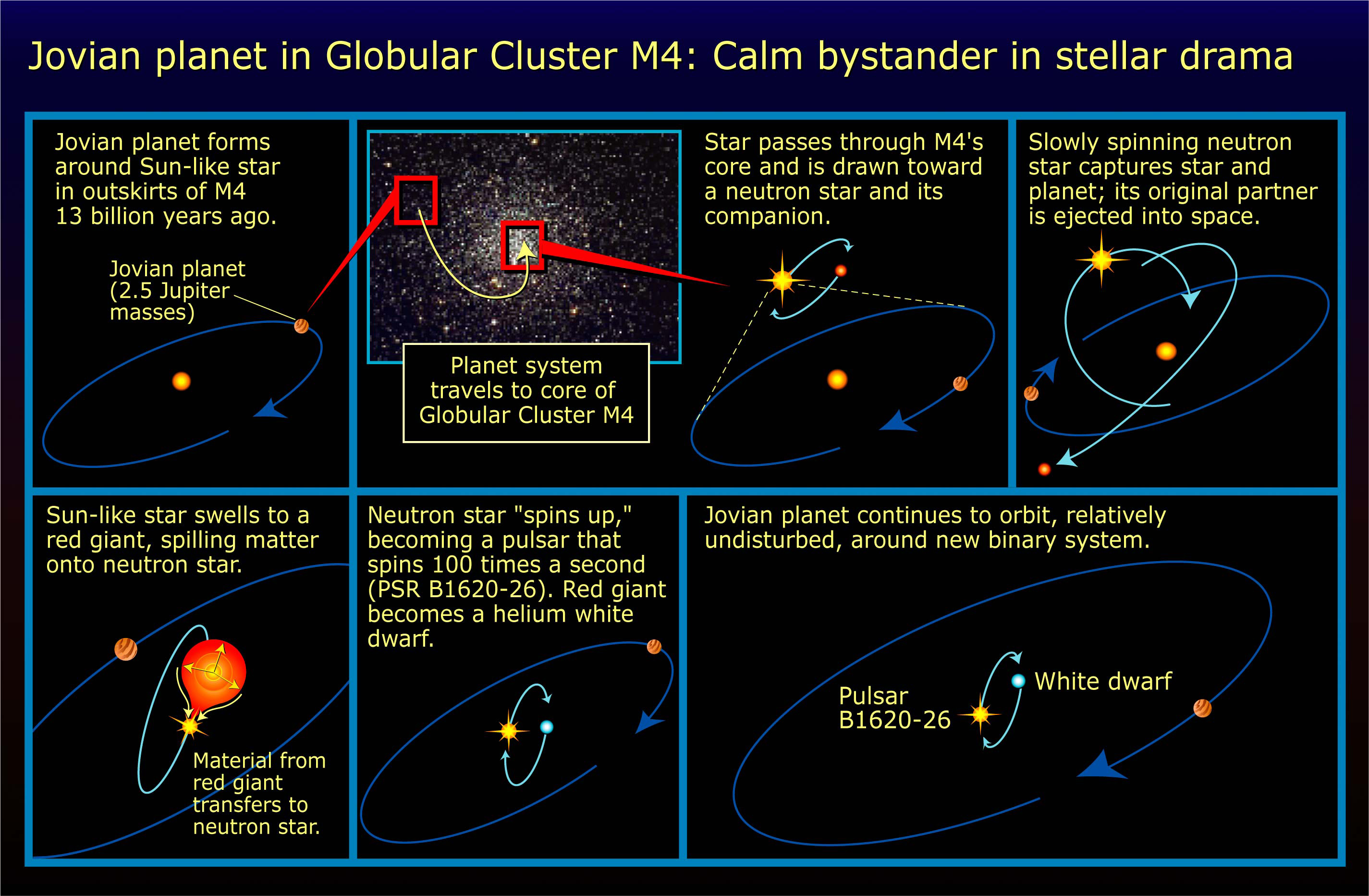
Posible origen del planeta y evolución del sistema

El origen de este planeta es todavía incierto. Probablemente no se originó junto con la estrella de neutrones porque cuando el núcleo de estrella colapsa en una estrella de neutrones expulsa la mayor parte de su masa en una explosión de supernova y es improbable que este planeta haya permanecido en órbita después de tal acontecimiento. Es más probable que el planeta se haya formado en órbita alrededor de la estrella que actualmente es la enana blanca (que tiene edad suficiente para que su progenitora haya sido una estrella similar al Sol de tipo G, dado que una estrella como el Sol permanece 10 000 millones de años en la secuencia principal), y que la estrella y el planeta hayan sido capturados en la órbita alrededor de la estrella de neutrones.
Los encuentros estelares no son muy comunes en el disco de la Vía Láctea, donde está el Sol, pero son frecuentes  en el núcleo denso de los cúmulos globulares. En algún momento de la secuencia principal de la estrella similar al Sol, se cree que la estrella de neutrones se encontró y capturó a la estrella anfitriona del planeta en una órbita apretada, probablemente perdiendo una estrella compañera anterior en el proceso. Hace aproximadamente 500 millones de años, la estrella recién capturada comenzó a expandirse hasta convertirse en una gigante roja.
Los períodos de púlsar típicos para los púlsares jóvenes son del orden de un segundo, y aumentan con el tiempo; los muy cortos períodos exhibidos por los llamados pulsares de milisegundos se deben a la transferencia de material de un compañero binario. El período de pulso de PSR B1620-26 es de unos pocos milisegundos, lo que proporciona una fuerte evidencia de la transferencia de materia. Se cree que a medida que la gigante roja se expandió, se llenó y luego excedió su lóbulo de Roche, de modo que sus capas superficiales comenzaron a transferirse a la estrella de neutrones.